# Tony Bennett : Un classique américain
Pour plus de détails, voir Fiche technique et Distribution.
Tony Bennett : Un classique américain (Tony Bennett: An American Classic) est un téléfilm américain réalisé par Rob Marshall, sorti en 2006.

## Synopsis
Tony Bennett chante ses plus grands titres et de nombreuses personnalités lui rendent hommage.

## Fiche technique
- Titre : Tony Bennett : Un classique américain
- Titre original : Tony Bennett: An American Classic
- Réalisation : Rob Marshall
- Scénario : Doug Wright
- Photographie : Dion Beebe
- Montage : Wyatt Smith
- Production : Jodi Hurwitz
- Société de production : RPM Television Productions
- Pays :  États-Unis
- Genre : Film de concert
- Durée : 42 minutes
- Première diffusion : 
  -  États-Unis : 22 novembre 2006

## Distinctions
Le film a été nommé pour neuf Primetime Emmy Awards et en a reçu sept. 